# 聯合再生能源
聯合再生能源股份有限公司（United Renewable Energy Co., Ltd.）是台灣全方位再生能源品牌，由新日光能源科技、昱晶能源科技與昇陽光電科技合併成立。以「打造高效能全方位綠能解決方案，讓社會邁向淨零碳排與永續未來」為使命，提供高轉換率、高效能太陽能模組產品，並透過垂直整合太陽能產業鏈，為客戶提供從建置、營運、儲能到售電的Total Solution一條龍服務。案場遍布全台各地，亦於歐美、東南亞等全球市場穩定開發。

## 產品服務
- 2024年成為全台首間取得M10 TOPCon國家標準自願性標章（VPC）並量產的品牌。

## 維運服務
- 2024年收購全台首間通過德國萊茵認證的鼎日能源。[6]

## 海外市場
- 聯合再生能源積極拓展海外市場，提供國際模組、電池和商用儲能設備的一站式整合方案，以符合海外市場的需求，目前海外與台灣市場營收占比各約五成。[7]

## 爭議事件
- 2024年6月26日立法委員黃國昌召開「綠能國家隊竟在軍事要塞使用中國光電設備」記者會，指控聯合再生能源子公司永梁公司承接光電標租案的時候，違反合約內容使用中國大陸製造的產品，中華民國國防部進行清查後發現中華民國陸軍蘭陽地區指揮部、三軍總醫院松山分院以及中華民國海軍艦隊指揮部都有使用中國大陸製造的產品，其中中華民國陸軍蘭陽地區指揮部裝設逆變器44台、路由器1台、工業電腦1部，對此聯合再生能源表示對於案場的管理不足，將提出更換臺灣製造變流器的規劃與設備型號。[8][9]

## 外部連結
- 官方网站